# Chris Taylor (baseballista)
Christopher Armand Taylor (ur. 29 sierpnia 1990) – amerykański baseballista występujący głównie na pozycji zapolowego w  Los Angeles Dodgers.

## Przebieg kariery
Taylor studiował na University of Virginia, gdzie w latach 2010–2012 grał w zespole uniwersyteckim Virginia Cavaliers. W 2012 został wybrany w piątej rundzie draftu przez Seattle Mariners. Zawodową karierę rozpoczął w zespole Everett AquaSox (poziom Class A Short Season), następnie występował w Clinton LumberKings (Class A). W 2013 grał w High Desert Mavericks (Class A-Advanced) i Jackson Generals (Double-A).
W styczniu 2014 został zaproszony przez Seattle Mariners na występy w spring training, jednak po jego zakończeniu został odesłany do Tacoma Rainiers (Triple-A). W lipcu 2014 wystąpił w Triple-A All-Star Game. Po rozegraniu 75 meczów dla Rainiers, w których uzyskał średnią 0,328 z 5 home runami, 63 runami i 37 RBI, 24 lipca 2014 został powołany do 40-osobowego składu Mariners i tego samego dnia zadebiutował w Major League Baseball w meczu przeciwko Baltimore Orioles, w którym zaliczył single'a.
W czerwcu 2016 w ramach wymiany zawodników przeszedł do Los Angeles Dodgers. 15 lipca 2016 w meczu z Arizona Diamondbacks zdobył grand slama i był to jego pierwszy home run w MLB. W 2017, w National League Championship Series, w których Dodgers mierzyli się z Chicago Cubs, uzyskał średnią 0,316, zdobył dwa home runy, pięć runów, zaliczył trzy RBI i wraz z Justinem Turnerem został wybrany najbardziej wartościowym zawodnikiem serii.

## Nagrody i wyróżnienia
| Nagroda/wyróżnienie | Lata | Źródło |
| NLCS MVP            | 2017 | [ 6 ]  |